# 林声 (政治人物)
林声（1931年—），男，山东蓬莱人，中华人民共和国政治人物，曾任辽宁省人民政府副省长，辽宁省政协副主席。